# De Stuntels
De Stuntels zijn de hoofdpersonen in een reeks stripverhalen van Jan van Haasteren (tekeningen) en Toon van Driel (tekst). De makers gebruiken voor deze verhalen het gezamenlijke pseudoniem Tojo.
De Stuntels, genaamd Joop en Herman, hebben in elk verhaal een ander beroep. Maar, zoals de naam al zegt, ze maken er iedere keer een puinhoop van.

## Overzicht van de verhalen
Er zijn in totaal 22 'reguliere' verhalen van De Stuntels verschenen, waarvan 19 in Eppo en drie in het tijdschrift Knudde. De verhalen beslaan in totaal 68 pagina's. Daarnaast bestaat er nog minstens één ongepubliceerde pagina.
1. Als monteur = Als automonteurs. 4 pag. (Eppo 7807, met afbeelding op omslag)
2. Als oppasser. 4 pag. (Eppo 7814, met afbeelding op omslag)
3. Als klokkenmakers. 3 pag. (Eppo 7816)
4. In zaken. 4 pag. (Eppo 7821, met afbeelding op omslag)
5. Als goochelaars. 4 pag. (Eppo 7825)
6. Als platformbedienden. 2 pag. (Eppo 7828)
7. Als hondetrimmers. 4 pag. (Eppo 7830, met afbeelding op omslag)
8. Als haringman. 4 pag. (Eppo 7832)
9. Als artiesten. 2 pag. (Eppo 7838)
10. Als venters. 2 pag. (Eppo 7839)
11. Als glazenwassers. 4 pag. (Eppo 7840)
12. Als roltrappenmonteur. 2 pag. (Eppo 7844)
13. Als detectives. 4 pag. (Eppo 7848)
14. Als Sint en Piet. 3 pag. (Eppo 7849)
15. Als pompbediende. 2 pag. (Eppo 7902)
16. Als veehouder. 2 pag. (Eppo 7903)
17. Als deurenexpert. 2 pag. (Eppo 7910)
18. Als skateboardkundigen. 2 pag. (Eppo 7913)
19. Als papegaaiologen. 4 pag. (Eppo 7920)
20. Als tv-monteurs. 2 pag. (Knudde 3, 1981)
21. Als stappers. 4 pag. (Knudde 4, 1982)
22. Als visboeren. 4 pag. (Knudde 6, 1983)
23. [Statiegeld], 1 pag. (ongepubliceerd). De aflevering heeft nummer 9; mogelijk is het dus een onderdeel van een langer verhaal.